# 北京大学元培学院

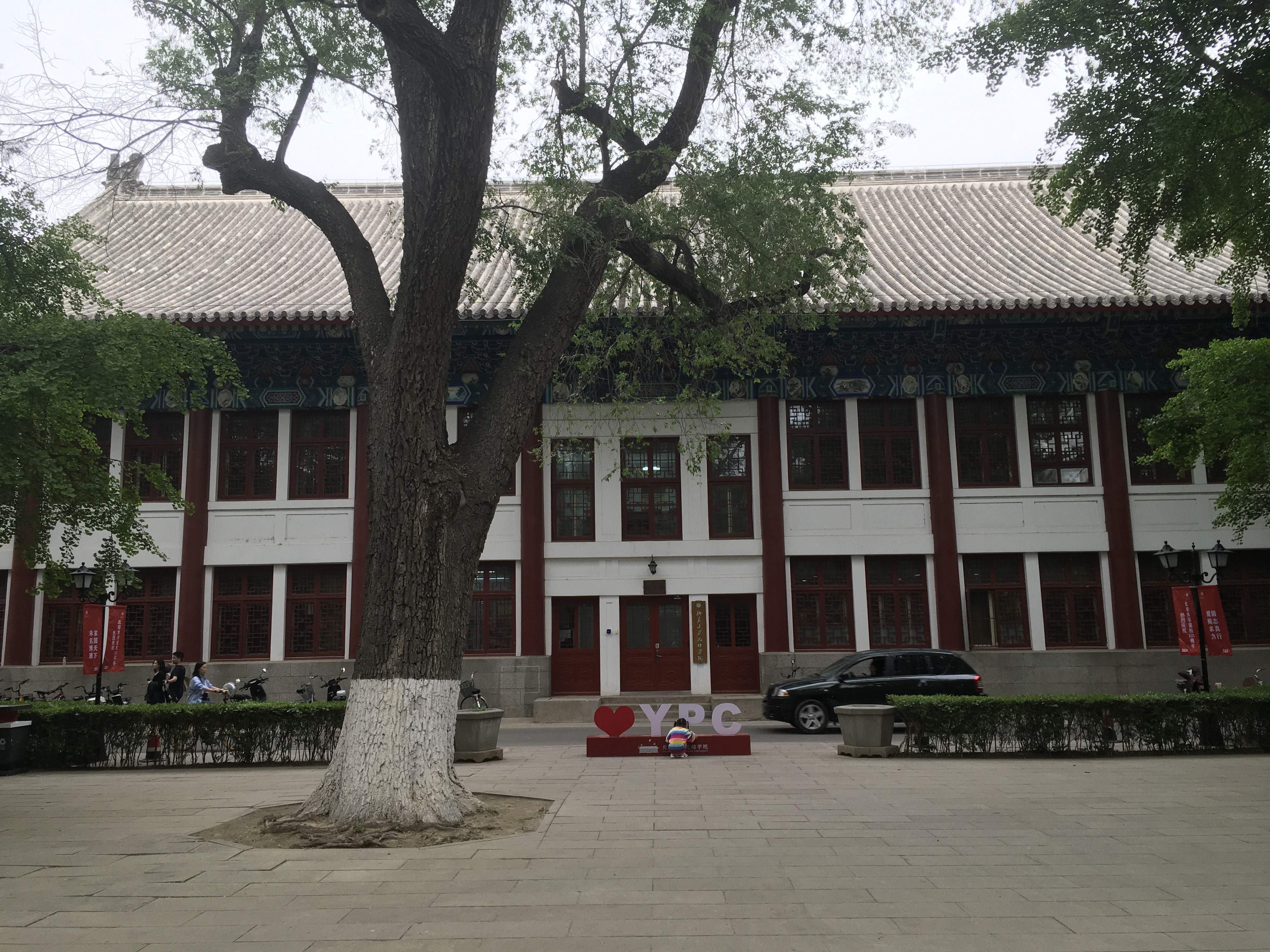
北京大学ロシア語楼。元培学院のオフィスビルであり、学生の活動スペースとしても使用されている

北京大学元培学院（ペキンだいがく げんぺいがくいん、中国語: 北京大学元培学院）は、北京大学に直属する学部教育機関で、2007年に設立された。その前身は、2001年に始まった「元培計画」実験クラスである。
元培学院は、北京大学における教育制度改革の重要な成果の一つとして設立され、有名な教育者蔡元培の名を冠している。同学院は中国における高水準総合大学の新たな学士教育モデルの探索を目指し、「リベラルアーツ教育」プログラムを実施しており、基礎、学際性、自由選択の結合を重視した教育理念を掲げている。
元培学院は、従来の学部制度とは異なる教育制度を構築している。入学後の1年目には専攻を設けず、リベラルアーツを中心とした共通教育を行う。2学期末に希望専攻を予備的に選び、2年次に正式に決定する。さらに、3年次での専攻変更も可能である。すべての講義は学生に開放されており、専攻は単なるカリキュラム構成単位に過ぎず、学生の選択を制限しない。
この制度は、学生が多様な分野に触れながら個別の学習経路を形成し、指導教員と共に専属の学習計画を策定することを可能にする。また、学院は「受験学習」からの脱却を支援し、リベラルアーツ教育と教員の指導を通じて、学生が本当に情熱を注げる分野を見つける手助けをしている。
その先進的な教育理念と豊富な教育資源により、元培学院は毎年優秀な学生を数多く惹きつけており、中国各省における全国統一大学入試（高考）において、北京大学の中でも特に高い合格ラインを誇る。毎年、多くの各省トップクラスの文系・理系の成績優秀者（状元）を受け入れている。

## 理念
北京大学元培学院は、2001年に設立された「元培計画」実験クラスを起源とし、「世界一流大学の構築」を目指す北京大学の学士課程教育改革の一環として始まった。従来のソビエト型高等教育モデルにおける「専攻が狭すぎる」「適応性が乏しい」といった限界に応えるため、「基礎を強化し、専攻を淡化させ、個別指導し、分流によって育成する」という人材育成理念を打ち出している。
2007年に元培計画は元培学院に昇格し、北京大学初のリベラルアーツおよび学際統合を目的とした学士課程カレッジとなり、本科教育改革が制度化された新たな段階へと進んだ。
元培学院は、教育者蔡元培の「五育並進」および「完全人格」理念を踏襲し、「人間形成を第一に、学業を第二に」という教育目標を掲げている。 ただ知識を持つ人材だけでなく、判断力と責任感を持ち、複雑な現実に対応できる市民の育成を重視している。
元培学院は柔軟なカリキュラムと高い選択権を持つ履修制度を採用しており、学生は全学の中から自由に専攻や科目を選ぶことができる。このプロセスを通じて、自分に最も合った専攻分野を見つけ、さらに興味のある他分野も学ぶことが可能である。これは学生の選択能力を鍛える試みであり、北京大学全体の教育改革に向けた実験とも見なされている。
また、同学院は学問の融合と枠組みの打破を強調し、教育課程において異なる学問分野の統合を進め、多次元的な思考構造を育成している。
GPA（成績平均点）を唯一の評価基準とせず、多元的な評価を推進しており、学生が試行錯誤できる余地を与えている。 例えば、従来の140単位以上必要だった卒業要件を120〜130単位に軽減し、学生に自由探究の時間を確保している。それでも元培学院の学生の平均卒業単位数は他の学部と同等であり、自由な制度のもとでも高い学習意欲と成果を保っていることを示している。
学生は自らのペースで3年から6年の範囲で卒業を目指すことができ、個人の状況に応じた柔軟な履修設計が可能である。これは学生の自己突破や積極的な挑戦を促すための制度設計である。
元培学院は、中国におけるリベラルアーツ教育のローカライズされた代表例の一つとして、低学年での一般教養教育と高学年での幅広い専攻教育の構造を取り入れており、「エリート型リベラルアーツ教育モデル」として、通識性、研究性、多様性の融合を図っていると評価されている。

## 歴史
- 2001年：入学後に再選抜を行い、第1期生を受け入れた。
- 2002年：初めて全国大学統一入試（高考）を通じて学院名義で学生を募集。
- 2005年：第1期生が卒業。
- 2007年：元培学院が正式に設立された。
- 2008年：最初の学際的専攻「古生物学」を設置。
- 2014年：新しいカリキュラムを導入し、卒業必要単位を150単位から120単位へと変更。
- 2015年：リベラルアーツの中核科目体系の構築が始まる。
- 2016年：学生が北大35号棟に集団入居し、書院制度がスタート。北京大学全体で本科教育改革を実施し、自由履修・自由専攻制度を推進。[1]

## 学術制度

### 単位制および柔軟な修業年限
元培計画の実験クラスでは、単位制および柔軟な修業年限を導入しており、各専攻の教育計画に基づき、学生が指導教員の助言のもとで自由に科目を選択することが可能である。共通基礎科目、教養科目、関連する専門科目の必要単位を修得すれば、卒業資格を得て学士号が授与される。修業年限は3〜6年の範囲で選べるため、学際的な学習、研究活動、海外交流を取り入れる余地が広がっている。

### 専攻・科目の自由選択制度
元培学院では「二重の自由」制度を採用しており、学生は入学後に自由に科目を履修し、専攻も自ら選ぶことができる。
元培学院の学生は、全学の中で最も広い履修選択権を持ち、学内すべての学部が提供する本科生向け科目を自由に履修可能である。これにより、学生は自身の学問的関心を探究し、個別化された学習経路を実践しやすくなっている。
原則として、元培学院の学生は（医学などの一部特殊分野を除き）全学の専攻を選択することが可能である。新入生は専攻未定の状態で入学し、教養科目や基礎科目を通じて関心を探索し、2学期末に専攻希望を提出し、3学期末に正式に決定される。必要に応じてその後も変更が可能である。専攻の決定には、当該分野の教育資源や学生の適性も考慮され、一部の専攻では選抜基準が設けられている。
一方で、自由制度には課題も存在する。学生と専門教員との接点が少なく、専攻選択が社会的評判や一時的な流行に左右されやすい傾向がある。また、サポート体制の不足や集団的な学びの機会が少ないとの指摘もある。研究では、多くの学生が目標専攻への理解が浅く、高考の志望記入に強く依存する傾向があることが示されている。
人気専攻への志望が集中することで、一定の成績平均点（GPA）による選抜が事実上の「門限」となり、自由選択の理念と矛盾する結果も生じている。これに対処するため、元培学院は新入生教育、ディスカッション授業、履修支援制度など多層的な体制を整備しており、「大学学業計画教育」では、キャリアとの接続を意識した履修の自己設計が奨励されている。
又、学内における学生間の交流が弱く、書院制度導入前は所属意識が希薄であったとの調査もある。共青団活動やピア交流が学生の満足度に正の相関を示しているとの実証分析がある。
2004年の統計によれば、専攻第一志望の充足率は99%以上であったが、一部では「進路誘導により難関専攻をあきらめた」学生もいたと指摘されている。

### 学際的専攻の構築
元培学院では、学内の教育資源を統合し、複合型人材の育成を目的に複数の学際的専攻が設けられている。
- 古生物学：生命科学、地球科学、環境科学を融合した専攻。初期卒業生は2005年の山東省理科トップであり、カリフォルニア大学バークレー校に進学した。[19][13]
- PPE（政治学・経済学・哲学）：オックスフォード大学のPPEをモデルに、北京大学政府管理学院、哲学系、経済学院が共同設立した専攻で、高度な複合型人材の育成を目指す。[20]
- 外国語と言語文化・外国史：外国語学院と歴史学系の共同設置。国際教養と人文学的素養の両立を目指す。
- 東アジア研究：東京大学との提携に基づき、漢字文化圏を背景とした国際的学際教育を提供。
- 統合科学：数学、物理学、化学、生命科学の融合を通じて研究者育成を行う。
- データサイエンスとビッグデータ技術

これらの専攻は、学生が自ら教育課程の変更を発案し、教員が支援する「学生主導・教員補助」型の体制で運営されている。

### 学生学術会と自治
元培学院の学生は、自主組織「学生学術学会」（通称：「三学」又は「学学学」）を設立し、授業のフィードバック、新入生向けディスカッション運営、サロン形式の学術交流を実施している。

### リベラルアーツ教育
元培学院は以下5領域の通識教育カリキュラムを構築している：  
- 西洋古典文明
- 中国古典文明
- 現代中国
- 現代世界
- 現代科学と技術

それぞれの分野において一定の単位修得が必要であり、学生の総合的教養を育成する。
リベラルアーツ科目の中には、李松教授による「『清明上河図』と中国芸術」、呉艶紅教授による「幸福心理学」などの講座があり、学際的視点を提供している。
一部研究者は、カリキュラム間の統合の不備、教員間での理念の不一致により、批判的思考力や学際的能力の育成に限界があると指摘している。盧曉東は「通識教育とは単なる科目の積み重ねではなく、『通識的学習能力』の育成が本質である」として、「確定された専門教育」から「探索的な学び」への転換が必要だと主張している。
2016〜2018年の北京大学卒業生に対する調査では、元培学院の学生は通識科目の自己評価スコアが平均1.99（全校平均2.04）であったが、71.7%が「大きな学びがあった」と回答している。評価は性別、学部、進路により有意な差異が見られ、特に女性・社会科学系・就職者において好意的な傾向が強かった。

### メンター制度
元培計画の重要な柱であるメンター制度は、学院創設当初から整備されており、すべての学生に学術メンターが割り当てられる。
現在、メンターは計34名。「資質育成型」と「学術発展型」に分かれ、専攻選択、履修計画、研究活動、心理サポートまでカバーする。また、担任制度と新入生チューター制度も並行して設けられている。
学院は「校任メンター＋専攻メンター＋専任教員＋課外メンター」の4層体制を採用し、個別指導を強化している。これは他学部への制度モデルとしても参照されている。
一方で、メンター制度の実効性には限界もあり、職務内容の曖昧さや学生との交流機会の少なさが課題として挙げられている。

## 寮制カレッジ（書院）
|  |  |  |

元培学院の学生は北京大学35号楼に集中して居住しており、そこに「元培書院」と呼ばれる寮制カレッジが設けられている。書院には図書館、ディスカッションルーム、フィットネスジム、カウンセリングセンターなどの施設が整備され、学習と交流の雰囲気を醸成している。この書院制度は、北京大学におけるカレッジ制度導入の重要な一歩である。
学際的な学びの促進を目的に、元培学院は寄宿制カレッジ制度を導入しており、異なる専攻背景を持つ学生が一つの生活共同体の中で思考を共有し、学術成果を分かち合うことを重視している。この制度は、分野横断的な対話と理解を深めることに寄与している。また、書院では学生自治制度が採用され、学生が主体となって書院の日常運営や整備計画を実施し、リーダーシップと自治能力を育成する機会ともなっている。 書院でのスポーツ活動や課外クラブ活動も奨学金評価制度に組み込まれており、多面的な評価体制の一環となっている。
元培書院の主なスペースは北京大学35号楼の地下に設けられており、同校で初の多機能型学部学生寮の地下スペースとなっている。自習室、図書館、ディスカッションルーム、リラックススペース、フィットネスルーム、音楽室、ダンス室、映画室、学術展示壁、文化展示エリアなど、多目的施設が完備されている。内装は明快で活発な雰囲気を意識し、「生活・学習・交流」の一体化空間を実現している。
館内には「元培書院」の装飾ロゴが随所に見られ、幾何学的デザインによる組み合わせの可能性と、部首をモチーフにしたデザインによって、多様性と融合性を象徴している。 また、学院のオフィスである北京大学ロシア語楼の一部も書院の公共空間として利用されている。
この寮制モデルは、イェール大学など欧米大学のレジデンシャル・カレッジ制度を参考にしており、学習環境の外でも師弟間の深い交流を促進する仕組みとなっている。学術探究と人格形成の両面において寄与する制度として高く評価されており、学際的な人材育成にも役立っている。

## 社会実践
元培学院は全国各地に12の学生社会実践拠点を設置しており、東部沿海地域から中西部地域まで広くカバーしている。これらの実践拠点では、基礎教育、都市農村開発、フィンテックなどのテーマに取り組んでおり、学生の社会的責任感と実践能力の育成に努めている。 現在の拠点には、上海、浙江省紹興市、陝西省榆林市および眉県、内モンゴル自治区フルンボイル市、広東省深圳市などが含まれている。
また、思想的・政治的素養の向上にも力を入れており、学生に思政教育の実地体験を提供している。例えば、2022年の夏季には「新時代を進む、党とともに歩む、第二十回党大会を迎える」というテーマの下で、教職員と学生20名以上が山西省右玉県および朔州市に赴き、現地で実践型の思想政治教育活動を行った。
学生たちは現地で右玉精神展示館、黄沙窪の植林地、応県木塔、環境関連企業などを訪問し、基層レベルでのグリーン成長や高品質発展といった国家戦略の実装状況を直接学んだ。地方の幹部や企業家、住民との対話を通して、理論と現実の接続を実感し、公共政策や持続可能性に対する理解を深めた。

## 影響と評価
北京大学元培学院は、同大学における学士課程教育改革の実験拠点として「中国高等教育の深圳特区」とも称されており、学部教育改革を推進する重要な力となっている。また、中国本土で最も早期にリベラルアーツ教育を導入した機関の一つであり、「リベラルアーツ＋専門教育」モデルは全国の大学に広く影響を与えている。
2015年には、北京大学が清華大学、復旦大学、中山大学と共に「大学通識教育連盟」を発足させ、中国の大学におけるリベラルアーツ教育の制度化を推進している。 さらに、元培学院はアジア地域における伝統的リベラルアーツの復興を目指す「アジア・リベラルアーツ大学連盟」および中国各大学の書院制度交流を図る「中国大学書院共同体」の設立にも関与している。
元北京大学学長の林建華は、元培学院を「リベラルアーツと専門教育の統合を探る実験プラットフォーム」と評し、専門学部中心の制度下でも、自由履修や専攻選択、学際的人材育成などにおいて顕著な成果を挙げたと述べている。彼は、研究大学は学部生にもっと自由な探究空間と一流の教育資源を提供し、図書館、研究室、学際的プログラムなどを通じて教育のビジョンを共有すべきと提言している。
元培学院には多くの優秀な人材が集まり、全国各地の高考でのトップ成績者や、全国中学生学科オリンピック等の受賞者を多数輩出している。
研究面でも優れた成果を挙げており、例えば「挑戦杯」では多くの受賞歴があり、SCI論文は23本以上発表され、国家レベルの学生研究プロジェクトも多数主導している。
著名な卒業生には、深勢科技の創業者である張林峰がおり、在学中は複数の学問分野を履修し、学際的統合能力の高さと国際的な研究成果で注目を集めた。 また、ネット上で「一人卒業写真」で話題となった薛逸凡は、非人気分野である「古生物学」を選択し、自らの情熱に忠実な進路で知られるようになった。

## 卒業生の進路
元培学院の卒業生は、進学・就職の両面で優れた成果を上げている。2005年から2013年の卒業生統計によれば、約76.5%が大学院へ進学し、そのうち約38.7%が海外の著名大学へ、37.8%が中国国内で進学している。
2013年卒業生の進学先には、以下の国際的著名大学が含まれる：
- アメリカ：ハーバード大学、イェール大学、マサチューセッツ工科大学、プリンストン大学、スタンフォード大学、コロンビア大学、コーネル大学など
- イギリス：ケンブリッジ大学、インペリアル・カレッジ・ロンドン、ロンドン・スクール・オブ・エコノミクスなど
- その他ヨーロッパ諸国：パリ高等師範学校、ケルン大学、アムステルダム大学など
- アジアおよびオセアニア：シンガポール国立大学、香港大学、オーストラリア国立大学など